# Boonoonoonoos
A Boonoonoonoos a nyugatnémet Boney M. együttes ötödik stúdióalbuma. Műfaja: eurodisco, megjelenés ideje: 1981. november 1. A felvételi munkálatok helyszínei: Abbey Road Studios (London), AIR Studios (London), Audio Studio (Berlin), Atlantic Studios (München), Rainbow Studios (München), Union Studios (München), Vigilant Studios (Nizza), Bob Marley Studios (Kingston, Jamaica), Hitsville Recording Studios (Hollywood, Kalifornia). A keverésre a Farian Studiosban került sor. A nagylemez 13 dalt tartalmaz, melyek között – az előző nagylemezekhez hasonlóan – saját számok és feldolgozások egyaránt szerepelnek.

## Háttér-információk
Az Oceans of Fantasy után Frank Farian úgy döntött, hogy egy kis szünetet tart a Boney M.-mel. A pihenésnek prózai okai is voltak: az Oceans of Fantasy sikeres volt ugyan, de mégsem volt akkora durranás, mint a Nightflight to Venus. Át kellett tehát gondolni az együttes további stratégiáját. A meghirdetett szünet ellenére azonban már 1980 tavaszán elkezdődtek az új album felvételi munkálatai. A lemez később a Boonoonoonoos címet kapta, mely a karibi nyelvben „boldogság”-ot jelent. Elsőként Larry Dillon ska-slágere, a Train to Skaville átdolgozása készült el, melyet rapbetéttel egészítettek ki. Ugyancsak az új albumra szánta Farian az I See A Boat on the River és a My Friend Jack című dalokat. Ezek a készülő lemez előhírnökeiként felkerültek a The Magic of Boney M. – 20 Golden Hits című válogatásalbumra, amely 1980 májusában került az üzletekbe. 1980 nyarán Farian egy nizzai stúdióba hívta Liz Mitchellt és Marcia Barrettet, valamint a háttérzenészeket, hogy újabb dalokat rögzítsenek. Ezekből kettő dupla „A” oldalas kislemezként jelent meg 1980 szeptemberében. A Children of Paradise és a Gadda-Da-Vida (ez utóbbi a híres Iron Butterfly-örökzöld feldolgozása) borítóján a producer 1980 novemberére ígérte az új stúdiólemez megjelenését. A kislemez azonban a vártnál mérsékeltebb sikert aratott, ami arra késztette Fariant, hogy alapvetően átgondolja a készülő album koncepcióját. 1980 decemberében újabb kislemez jelent meg a Boney M. nevével. Az „A” oldalon a Felicidad (Margherita) című dal szerepelt, amely a Massara nevű olasz együttes 1979-es slágerének feldolgozása, a „B” oldalon pedig a Strange című dal hallható. A kislemez az NSZK-ban bekerült a Top 10-be, Angliában viszont nem került forgalomba. Ellenben Dél-Európában, ahol korábban a Massara verziója nagy sláger volt, a Boney M. változata is sikeres lett. Ennek ellenére Hollandiában megfordították a két dal sorrendjét: ott a Strange került az „A” oldalra, és a Felicidad (Margherita) lett a „B” oldal. A Boonoonoonoos munkálatai közben Marcia Barrett szóló kislemezt jelentetett meg (You / I’m Lonely), de nem aratott vele sikert. Farian ekkor elhatározta, hogy a Marciával felvett, de kiadatlanul maradt dalok egyikét, a Breakawayt a készülő Boney M.-nagylemez számára újra felveszi. 1981 tavaszán került sor a hiányzó dalok rögzítésére. 1981 májusában az együttes Jamaicába utazott egy tévéfelvételre, melyben Rita Marley-vel közösen léptek fel. Az utazást fotózással kötötték egybe: az új albumhoz készítettek borítófotókat. Bob Marley Kingstonban található stúdiójában, a Tuff Gongban vették fel a Boonoonoonoos utolsó, még hiányzó számát, a Silly Confusiont.
Az eredeti elképzelés szerint a zeneanyag dupla albumon jelent volna meg, de végül szimpla változatban került széles körű forgalmazásba. A gyűjtők kedvééért néhány országban a dupla verzió is a boltokba került: ezen bizonyos felvételek hosszabb változatban hallhatók, mint a szimpla változaton. Az eltérés csak egyes dalok időtartamában van: a Boonoonoonoos szimpla és dupla verziója egyébként ugyanazt a 13 felvételt tartalmazza.
Az NSZK-ban az album felvételei közül először a Malaika és a Consuela Biaz jelent meg dupla „A” oldalas kislemezen, 1981 májusában. A Malaika egy szuahéli népdal, melyet az együttes eredeti nyelven énekelt. (Mellesleg a dalt 1978-ban már feldolgozta egy másik diszkócsapat, a Saragossa Band.) Angliában nem jelent meg a Malaika / Consuela Biaz kislemez, mivel ott korábban a My Friend Jack és a Children of Paradise sem szerepelt túl jól a toplistán. 1981 szeptemberében jött a következő kislemez, a We Kill the World (Don’t Kill the World). A Belfast óta ez volt az első kislemez, melyen Marcia Barrett volt a szólóénekes, és nem Liz Mitchell. Angliában csak 39. helyezést ért el a dal, Spanyolországban és Dél-Afrikában viszont a slágerlista élére került.
Az NSZK-ban alighogy boltokba került az album 1981 szeptemberében, már le is kellett szedni a polcokról, mert Liz Mitchell elégedetlen volt a belső borító egyik fotójával. A borítót ezért újratervezték, s 1981. november 1-jén a nagylemez ismét forgalomba került. Spanyolországban fel is került a toplisták élére, s a Boney M. nagyszabású turnét bonyolított le a dél-európai országban. 2 listavezető album után azonban szégyenszemre Angliában a Boonoonoonoos nem jutott fel a slágerlistára, az NSZK-ban pedig be kellett érniük a 16. hellyel. A gond nem magával a lemezzel volt, amely nemcsak hogy nem rosszabb, mint az előző LP-k, de az együttes egyik legjobb anyagának mondható. 1981-ben azonban a diszkódivatnak leáldozott, a brit new wave volt az aktuális trend. A korábbi diszkósztárok közül mindenki legfeljebb csak a Boney M.-éhez hasonló félsikernek örülhetett, aki nem próbált meg időben más zenei stílusra váltani. (Ahogy azt Grace Jones tette, akinek a karrierje a diszkóval történő szakítás után ívelt igazán felfelé.)
A Boonoonoonoos megjelenése után nem sokkal Farian kirakta az együttesből a táncos Bobby Farrellt, aki addig csak imitálta az éneklést a tévéfellépések során. A koncerteken viszont a saját hangján is énekelt, akárcsak az új albumon, ahol a We kill the World (Don’t kill the World) bevezetője az ő hangján hallható, továbbá ő adja elő a rapbetétet a Train to Skaville-ben. Farrell mellett Maizie Williams sem jeleskedett korábban az éneklésben, ám a Boonoonoonooson ő is hallatta volna a hangját: a Train to Skaville-ben neki is volt szólója, ám a dal végül Liz Mitchell énekével nyerte el végső formáját. Élő fellépéseken azonban együtt adták elő: ez volt az első olyan Boney M.-sláger, melynek előadásában mind a négy tag ténylegesen részt vett. Ugyanakkor a Boonoonoonoos volt az első Boney M.-album, melyhez Farian vendégénekeseket is meghívott. A La Mama nevű női trió (Cathy Bartney, Patricia Shockley és Madeleine Davis) akkoriban két korábbi sláger (Chanson d’amour, Lady Marmelade) feldolgozásával hívta fel magára a figyelmet. Farian eredetileg az Eruptionből kivált énekesnő, a kitűnő Precious Wilson On the Race Track című szólólemezéhez szerződtette a hölgyeket, de munkájukra végül a Boney M. albumán is igényt tartott. A We kill the World (Don’t kill the World) című felvétel második felében egy gyerekkórus is hallható, ennek ellenére a gyerekvokálokat valójában egy fiatal srác, Brian Paul és barátja, Brian Sletten énekelték fel. Különböző tévéshow-kban is részt vettek az együttessel, hogy népszerűsítsék a dalt. Noha Angliában a Boonoonoonoos nem került fel a slágerlistára, a Malaika / Consuela Biaz kislemez pedig meg sem jelent, mégis szóba került, hogy az Atlantic Records megjelenteti a szigetországban a Jimmy című dal új verzióját 1982-ben, de erre végül nem került sor.

## A dalok

### „A” oldal
1. Boonoonoonoos (Courage – Farian – Jay – Sgarbi) 4:37
2. That's Boonoonoonoos / Train to Skaville / I Shall Sing (Dillon – Ehrhardt – Farian – Van Morrison) 5:56
3. Silly Confusion (Baierl – Björklund – Courage – Farian – Kawohl) 7:12
4. Ride to Agadir (Mike Batt) 5:09
5. Jimmy (Farian – Howell – Daansen) 3:52 (MC és CD: 4:10)
6. African Moon (Courage – Farian – Mitchell – Rulofs) 2:50. (MC és CD: 3:00)

### „B” oldal
1. We kill the World (Don't kill the World) (Farian – Sgarbi) 6:28
2. Homeland Africa (Ship Ahoy) (Gamble – Huff – Farian) 4:20
3. Malaika (Farian– Reyam – traditional) 2:48 (Album verzió. MC és CD: 3:26. 7" verzió: 5:02. CD-n nem jelent meg ez a változat.)
4. Consuela Biaz (Courage – Farian – O'Hara) 3:50 (Album verzió. MC és CD: 4:37. 7" verzió: 4:57. CD-n nem jelent meg ez a változat.)
5. Breakaway (James) 3:45 (MC és CD: 4:17)
6. Sad Movies (Loudermilk) 3:22
7. Goodbye My Friend (Courage – Farian – Rulofs) 5:10 (MC és CD: 5:27)

(George) Reyam valójában Hans-Jörg Mayerrel azonos.

### Alternatív változat
Boonoonoonoos (Direct Master Cutting – Long Versions). Dupla album, korlátozott példányszámban, az NSZK-ban, Franciaországban és Angliában. A dalok mennyisége és sorrendje ugyanaz, mint a szimpla LP-n. Csak bizonyos dalok szerepelnek hosszabb változatban a dupla albumon. Az African Moon, a Malaika vagy a Consuela Biaz című dalok is léteznek hosszabb változatban, ám némileg érthetetlen módon azokból a rövidített verzió került erre a kiadványra is.

#### „A” oldal
1. Boonoonoonoos 4:52
2. Train to Skaville / That's Boonoonoonoos / I Shall Sing 6:33
3. Silly Confusion 7:17

#### „B” oldal
1. Ride to Agadir 5:13
2. Jimmy 3:52
3. African Moon 4:12

#### „C” oldal
1. We kill the World (Don't kill the World) 6:33
2. Homeland Africa (Ship Ahoy) 4:20
3. Malaika 3:26

#### „D” oldal
1. Consuela Biaz 4:36
2. Breakaway 4:17
3. Sad Movies 3:20
4. Goodbye My Friend 5:26

## Közreműködők
- Liz Mitchell – ének (A2, A5, A6, B3, B4, B6, B7), háttérvokál
- Marcia Barrett – ének (B1, B5), háttérvokál
- Frank Farian – ének (A4, B5), háttérvokál
- Bobby Farrell – rap (A2), szöveges bevezető (B1)
- Cathy Bartney (La Mama) – háttérvokál (A3, B1, B3)
- Madeleine Davis (La Mama) – háttérvokál (A3, B1, B3)
- Patricia Shockley (La Mama) – háttérvokál (A3, B1, B3)
- Brian Paul – ének és háttérvokál (B1)
- Brian Sletten – háttérvokál (B1)
- Dave King – basszusgitár
- Günther Gebauer – basszusgitár
- Helmut Rulofs – gitár
- Johan Daansen – gitár
- Mats Björklund – gitár
- Curt Cress – dobok
- Keith Forsey – dobok
- Harry Baierl – billentyűs hangszerek
- Kristian Schultze – billentyűs hangszerek
- Max Greger Jr. – billentyűs hangszerek
- Dino Solera – szaxofon (A5, A6)
- Tom Scott – szaxofon (A1, B5)
- London Philharmonic Orchestra – zenekar (A4)
- Frank Farian – producer
- Christian Kolonovits – keverés
- Geoff Bastow – keverés
- Giorgio Sgarbi – keverés
- Harry Baierl – keverés
- Stefan Klinkhammer – keverés
- Tammy Grohé – hangmérnök

A közreműködők közül Keith Forsey Donna Summer lemezeinek elkészítésében is közreműködött, Christian Kolonovits pedig a Chilly sikereiből vette ki a részét. Forsey, Stefan Klinkhammer és Nick Woodland részt vettek a Hot Blood nevű diszkóprojektben. Kristian Schultze a német Cusco duó tagja, amely a New Age stílust képviseli. Kristian édesapja, Norbert Schultze volt a Lili Marleen című legendás dal zeneszerzője.

## Különböző kiadások

### LP
- Anglia: Atlantic Records.
- NSZK: Hansa Records 203 888–320, 301 850–570 (dupla album, lásd az „Alternatív változat” című fejezetet).

### CD
- Németország, 1994: BMG 74321 21267 2. (A CD borító más volt, mint az eredeti album borítója!)
- Európa, 2007: Sony–BMG 88697 09481 2.

Bónuszfelvételek: Felicidad (Margherita) (Rosella – Conz, 4:33) és Strange (Dobson, 3:28), mindkettő korábban kislemezen jelent meg: Hansa 102 681–100 (1980).

## Kimásolt kislemezek

### Anglia

#### 7"
- We kill the World (Don't kill the World) (UK 7" Edit) – 4:31 / 6 Years Of Boney M. Hits (Boney M on 45) (7" Edit) – 4:48 (Atlantic K11689, 1981)

#### 12"
- We kill the World (Don't kill the World) – 6:30 / 6 Years Of Boney M. Hits (Boney M. on 45) (12" Mix – long version) – 13:26 (Atlantic K 11689T, 1981)

### NSZK

#### 7"
- Malaika (7" Mix) – 5:02 / Consuela Biaz (7" Mix) – 4:57 (Hansa 103 350–100, 1981)
- We kill the World (Don't kill the World) (7" Edit) – 5:38 / Boonoonoonoos (7" Edit) – 5:35 (Hansa 103 666–100, 1981)

#### 12"
- Malaika (12" Mix) – 5:35 / Consuela Biaz (7" Mix) – 4:57 (Hansa 600 400–213, 1981)
- Boonoonoonoos (12" Mix) – 11:23 (Boonoonoonoos – 4:52 / That's Boonoonoonoos / Train to Skaville / I Shall Sing – 6:31) / We kill the World (Don't kill the World) – 6:30 (Hansa 600 455–213, 1981)

## Az album slágerlistás helyezései
- Ausztria: 1981. december 15-től 2 hétig. Legmagasabb pozíció: 14. hely
- Hollandia: Legmagasabb pozíció: 28. hely
- NSZK: Legmagasabb pozíció: 15. hely
- Norvégia: 1981. A 46. héttől 14 hétig. Legmagasabb pozíció: 21. hely
- Svédország: 1981. november 20-tól 2 hétig. Legmagasabb pozíció: 31. hely

## Legnépszerűbb slágerek
- Malaika / Consuela Biaz

Ausztria: 1981. július 15-től 8 hétig. Legmagasabb pozíció: 7. hely

Hollandia: Legmagasabb pozíció: 20. hely

NSZK: Legmagasabb pozíció: 13. hely

Svájc: 1981. július 5-étől 8 hétig. Legmagasabb pozíció: 4. hely
- We kill the World (Don't kill the World)

Anglia: 1981. november. Legmagasabb pozíció: 39. hely

Hollandia: Legmagasabb pozíció: 25. hely

NSZK: Legmagasabb pozíció: 12. hely

Svájc: 1981. november 8-ától 9 hétig. Legmagasabb pozíció: 3. hely
- Jimmy
- African Moon
- Sad Movies